# Web Standards Project
Le Web Standards Project (projet pour les Standards du Web), abrégé WaSP, est un groupe de concepteurs de sites web (webdesigners) professionnels qui promeut l'utilisation des standards recommandés par le World Wide Web Consortium (W3C).
Fondé en 1998, le Web Standards Project milite pour les standards qui réduisent le coût et la complexité du développement de sites web, et qui améliorent l'accessibilité et la viabilité à long terme des sites. Le WaSP collabore avec les éditeurs de navigateurs web, de logiciels d'édition de site web, ainsi qu'avec d'autres concepteurs de site web, afin de concrétiser le véritable potentiel des standards sur le Web.

## Groupes de travail
Le Web Standards Project accueille également des groupes de travail dédiés à divers projets de promotion et mise en application des standards du Web. Ils travaillent notamment avec les éditeurs de logiciels pour le Web.
- Les tests Acid2 et Acid3 évaluent la capacité des navigateurs web et autres moteurs de rendu à respecter certains aspects de plusieurs normes techniques du Web.
- Le groupe de travail Éducation (Education Task Force) collabore avec les institutions d'enseignement supérieur et promeut l'enseignement des standards du Web ainsi que la conformité aux standards pour les sites publics.
- Le groupe de travail Dreamweaver (Dreamweaver Task Force) travaille à l'amélioration du code produit par l'environnement de développement intégré Dreamweaver d'Adobe.
- Le groupe de travail DOM Scripting (DOM Scripting Task Force) travaille à l'interopérabilité des scripts côté client.
- Le groupe de travail Microsoft (Microsoft Task Force) travaille avec l'équipe Plateforme et outils web (Web Platform and Tools Team) de Microsoft, et notamment sur le navigateur Internet Explorer.